# ロマン・メニル
ロマン・メニル（フランス語: Romain Mesnil、1977年7月13日 - ）は、フランスのル・プレシ＝ブシャール (Le Plessis-Bouchard) 出身の陸上競技選手。専門は棒高跳。2007年に日本の大阪市で開催された世界陸上で5m86を記録した。このときアメリカ合衆国のブラッド・ウォーカーも同じく5m86を跳んだものの、ウォーカーが1回目で跳んだのに対して、メニルが達成したのは2回目だったため、メニルは銀メダルに終わった。
2008年8月22日、北京オリンピックに出場が決まっていたメニルは中国のチベット自治区での虐殺行為を批判し、人権をアピールするために緑のリボンを着用するように選手達へと呼びかけた。競技では予選14位に終わり、決勝進出の13人の中に入れることができずに予選落ちした。
2009年3月30日、彼が裸の姿で棒高跳の棒を持ってパリ市内の観光スポットを走りまわるビデオがYouTube上に公開された。2007年の世界陸上後、ナイキが彼のスポンサーについていたものの不況で契約が前年に打ち切られていたため、新しいスポンサーを探すために行ったという。同年8月にベルリンで行われた世界陸上では5m85を跳び、スティーブン・フッカーに次ぐ2位となった。
2011年8月に韓国大邱で行われた2011年世界陸上競技選手権大会では予選は通過しものの決勝記録無しに終わっている。
2012年のロンドン五輪では5m50の記録で10位に入っている。
2013年7月に行われたダイヤモンドリーグパリ大会で現役を引退した。